# Okna (Polska)
Okna – wieś w Polsce położona w województwie kujawsko-pomorskim, w powiecie włocławskim, w gminie Baruchowo.
| SIMC    | Nazwa               | Rodzaj    |
| ------- | ------------------- | --------- |
| 0857953 | Czarne-Nadleśnictwo | część wsi |
| 0857976 | Justynkowo          | część wsi |
| 0857982 | Radziszewo          | część wsi |

Od 1 stycznia 2023 dotychczasowe części wsi Okna o nazwach Czarne (SIMC 0857947) oraz Dębowo (SIMC 0857960) uzyskały statusy wsi.
W latach 1975–1998 miejscowość administracyjnie należała do województwa włocławskiego. Według Narodowego Spisu Powszechnego (III 2011 r.) liczyła 274 mieszkańców. Jest piątą co do wielkości miejscowością gminy Baruchowo.